# Gileádské pohoří
Gileád či Gileádské pohoří je pohoří v Izraeli, ležící na sever od linie Chešbón – Mrtvé moře.

## Užití názvu
Jméno se v geografickém smyslu užívá buď pro takto vymezené pohoří nebo pro celou oblast. V dnešním Izraeli jde o horu Džebel Džilad. Zde byla krajina vhodná pro pěstování obilí a chov dobytka. Také koření, balzám a myrha z Gileádu byly velmi oblíbeným a pravděpodobně i cenným artiklem.
V zemi gileádské sídlili podle biblického podání Rúbenovci, Gádovci a polovina kmene Manasesova.